# Gokart
Gokart er en motorsportsdisciplin hvor kørere konkurrerer i små, åbne køretøjer på asfaltbaner som er specialbygget til formålet. I daglig tale kaldes sporten for 'karting' samt køretøjet en 'kart' af sportens udøvere. Karting er ofte indgangsvinkel til motorsport for kørere, som senere i deres karrierer avancerer til andre motorsportsklasser, såsom formelbils- eller standardvognsklasser. De fleste racerkørere både internationalt samt i Danmark har startet deres karrierer i karting, eksempelvis Tom Kristensen, Jan og Kevin Magnussen, Casper Elgaard, Nicklas Nielsen samt mange flere.
I Danmark eksisterer en ganske stor gokart-kultur som har leveret både succesfulde kørere og konstruktører til sporten.

## Historie
Opfindelsen af gokarten tillægges generelt amerikaneren Art Ingels (en), som i forvejen konstruerede racerbiler i fuld størrelse hos firmaet Kurtis Kraft (en). I 1956 byggede han og kammeraten Lou Borelli en simpel gokart konstrueret af stålrør monteret med en lille totaktsmotor fra en plæneklipper.
De afprøvede deres konstruktion på forskellige parkeringspladser i det sydlige Californien. Venner og bekendte blev hurtigt fascinerede af Art og Lous gokart og byggede snart efter deres egne konstruktioner. Derfor opstod 'the GoKart Manufacturing Company' allerede i 1957 og Art Ingels og Lou Borelli startede ligeledes deres eget firma 'Caretta' hvor de byggede gokarter.
Gokart "fænomenet" spredte sig hurtigt blandt andet grundet artikler i populære tidsskrifter som 'Hot Rod Magazine' og 'Rod & Custom'. De improviserede løb tiltrak sig hurtigt megen opmærksomhed både fra nysgerrige tilskuere og politiet. Grundet klager over støj og den uønskede opmærksomhed fra politiet, opstod der hurtigt et behov for at organisere sporten. 'Go Kart Club of America' blev grundlagt i 1957 og de afholder deres første officielle løb på en parkeringsplads i December 1957. Kort efter i 1958 blev den første permanente bane til brug for gokarter bygget i Azusa i Californien.
Gokart-sporten spredte sig hurtigt til Europa, hvor de første aktiviteter skete i 1959 i Italien, Frankrig og England. I 1962 besluttede den Internationale motorsports union FIA, at grundlægge den Internationale Karting Kommission "CIK", som lige siden har organiseret sporten på internationalt niveau. Det første verdensmesterskab i "CIK-FIA" regi blev afholdt i 1964 på banen 'Pista d'Oro' i Rom og blev vundet af italieneren Guido Sala.
I Danmark blev de første løb med gokarter afviklet i 1960 på grusbanen på Nærum Stadion. Der var også aktivitet med gokarter på asfalt ved Roskilde Ring. I Danmark var de fleste tidlige gokarter hjemmebyggede konstruktioner ligesom man så det i den spæde start i USA. Således kørte hjemmebyggede karts navngivet 'CaJoLa' og 'Tobu' mod hinanden, med deres konstruktører bag rattet. Den første gokartbane i Danmark åbnedes i 1962 i Løvel ved Viborg, men flere andre fulgte hurtigt trop da Skrydstrup Gokart Ring åbnede i 1963, både Københavns Gokart Bane og Mou Gokart Bane åbnede i 1964  samt Korsør Gokart Bane åbnede i 1967.
Det første (og hidtil eneste) verdensmesterskab på dansk jord afholdtes på Københavns Gokart Bane i 1966. Det er i øvrigt  bemærkelsesværdig, da dette vindes af italieneren Susanna Raganelli. Det er indtil nu eneste gang, at det er lykkedes en kvinde at vinde verdensmesterskabet i Gokart.
Flere danske kørere har haft stor succes i gokartsporten. Verdensmesterskabet vindes første gang af en dansker da Jørn Haase i 1984 vandt VM i 135cm³ "Formel-K" klassen i Liedolsheim, Dettenheim (de) i Tyskland. Siden vindes VM af Gert Munkholm i 1989 samt Jan Magnussen i 1990. Desuden var Ronnie Bremer enormt tæt på vinde verdensmesterskabet i 1999. Bremer førte løbet indtil den sidste omgang, hvor han i en tæt duel med italieneren Ronnie Quintarelli blev påkørt og efterfølgende måtte tage til takke med en skuffende 6. plads. 

## Konstruktion
En gokart er som udgangspunkt et åbent køretøj, som består af et rørramme-stel konstrueret af stærke stålrør, typisk 28–32 mm i diameter. Herpå monteres motor, styretøj, sæde, bagaksel, hjul samt et "karosseri" og kofangere i plastik. Det bemærkelsesværdige ved en gokart er, at ingen form for affjedring eller differentiale er tilladt af reglerne. Derfor er designet af en gokart en svær opgave for konstruktøren. Gokartens stel skal designes således at dette er fleksibelt nok til at fungere som køretøjets affjedring. Herved kan stellet producere vejgreb og tillade løft af det "inderste" baghjul i sving. Samtidigt skal stellet være stift nok til at karten er stabil og at stellet ikke bøjer eller tager permanent skade ved de kræfter, som det udsættes for under kørslen.
Normalt benytter man en kompakt totaktsmotor til gokarter der bruges til konkurrencer. Totaktsmotorer benyttes grundet deres ringe størrelse og vægt, kombineret med evnen til at levere en forholdsvis høj ydelse. Motoren i en gokart er typisk tunet kraftigt. En typisk moderne gokartmotor på 125 cm³ yder omkring 30 hk. Dette betyder en "literydelse" på 240 hk/liter - omkring 3 gange så kraftigt som en moderne mikrobil. Det betyder at karten og dens motor skal vedligeholdes og serviceres ofte og driftsomkostningerne er derfor relativt høje. Eksempelvis skal en motor af fabrikatet 'Rotax' sendes til et servicecenter og renoveres for hver 50 timers brug.
Udlejningskarter derimod er designet med henblik på langt bedre holdbarhed og lavere driftsomkostninger. Derfor er de kraftigere konstrueret og typisk både tungere og langsommere. Udlejningskarter er typisk monteret med en firetaktsmotor fra eksempelvis Honda. En udlejningskart har typisk mellem 6 hk og 12 hk, alt efter hvilken størrelse af motor der er monteret.
Udlejningskarter findes også med el-drift. I efteråret 2009 blev Danmark det første land i Norden med et gokartcenter med el-drevne udlejningsgokarter, da det schweiziske mærke 'Tomkart' leverede 14 el-drevne gokarts til 'Power Racing Gokart Center' på Østerbro i København. I 2013 flyttede centret til Herlev og ændrede navn til Power Racing Gokart Akademi, hvor de tilbød kørsel i de el-drevne gokarts indtil centret lukkede den 1/1-2024.
I Danmark har man også fundet kommerciel og konkurrencemæssig succes med konstruktion af gokarts. Firmaet Dino A/S blev grundlagt i 1958 af Finn Jørgensen og er derved én af de ældste eksisterende gokartfabrikker i verden. De leverede gokarter samt motorer til brug i konkurrence i mange år med en del succes, eksempelvis vandt en Dino kart EM i "ICA" klassen i 1986. Firmaet blev solgt i 2009 til Nørgaard Teknik A/S og flyttede til Auning på Djursland. Dino eksisterer stadig i dag, hvor de primært bygger gokarter til udlejningsbrug. 
Poul Vilhelm Petersen stiftede i 1981 firmaet P.V.P. Karting og vandt verdensmesterskabet i 250cm³ "Superkarts" klassen i 1985 og 1988, i en PVP gokart af eget fabrikat. PVP bygger stadig gokarter til superkart-klassen som har haft en del succes i det europæiske og det engelske superkart mesterskab

## Gokartklasser i Danmark[27]
Der bliver kørt løb i mange forskellige gokartklasser i Danmark. De fleste af disse administreres af Dansk Automobil Sports Union. I deres 'Reglement 6' defineres de aktive klasser i dansk karting. Alle disse klasser er underlagt meget præcise tekniske reglementer, hvis hoved karakteristika er opremset herunder:

## DASU klasser (Reglement 6)
| Navn        | Kørerens alder | Regler                                                    | Noter |
| ----------- | -------------- | --------------------------------------------------------- | --- |
| Miniput     | 5-8 år         | min. 45 kg (kart+kører), 35 - 56,5 cm³ med 1,3 - 2,98 hk. | Den mindste klasse i dansk karting. Der køres ingen løb - "Det vigtigste [ ] er at deltagerne får en positiv oplevelse." |
| Micro 60    | Fra 7 år       | min. 100 kg (kart+kører), 60 cm³ med ca. 5 hk.            | Teknisk magen til Mini 60, dog med elektronisk begrænsning til 11.000 omd/min. Derfor meget nemt at rykke op.            |
| Mini 60     | Fra 9 år       | min. 110 kg (kart+kører), 60 cm³ med ca. 7 hk.            | |
| OK Junior   | Fra 12 år      | min. 145 kg (kart+kører), maks. 125 cm³ med ca. 25 hk.    | "OK" er en forkortelse af "Original Kart". Introduceret i 2013.                                                          |
| OK          | Fra 14 år      | min 150 kg (kart+kører), maks. 125 cm³ med ca. 35 hk.     | |
| KZ2         | Fra 15 år      | min 175 kg. 125 cm³ med ca. 45 hk og 6 gear.              | De kraftigste og hurtigste karter i dansk karting.                                                                       |
| OK-N Junior | Fra 12 år      | min. 145 kg (kart+kører), maks. 125 cm³ med ca. 25 hk.    | Videreudvikling af OK klasserne. Introduceret i 2024 med henblik på at reducere omkostninger.                            |
| OK-N        | Fra 15 år      | min. 155 kg (kart+kører), maks. 125 cm³ med ca. 35 hk.    | |
| DASU Junior | Fra 12 år      | min 145 kg (kart+kører), maks. 125 cm³ med ca. 25 hk.     | "Samkøringsklasse" bestående af de tidligere klasser X30 Junior og ROK GP Junior                                         |
| DASU Senior | Fra 14 år      | min 160 kg (kart+kører), maks. 125 cm³ med ca. 30 hk.     | "Samkøringsklasse" bestående af de tidligere klasser X30 Senior, Super ROK samt ROK GP.                                  |
| F100DK      | Fra 20 år      | Historiske gokarter. Maks. 100 cm³ luftkølede motorer     | En klasse for historiske gokarter fra ca. år 2000 og ældre.                                                              |
|             |                |                                                           | |

Som det kan ses, så er klasse systemet indviklet og udvalget er stort. Det har været et stort debatemne blandt udøverne af sporten, da det er problematisk at de relativt få udøvere bliver delt ud mange forskellige klasser. Derfor introducerede DASU i 2013 "samkøringsklasser". Dette tillader gokarter med flere forskellige motortyper at køre løb mod hinanden. Derfor kan ejere af ældre gokarter med motorer, som ikke længere kan køre med på topniveau deltage i løb mod andre ejere af "forældet" materiel. Herved søger man at tilbyde kørere som ønsker at deltage for sjov på hobby-niveau, en klasse der passer til dem og derved hæve antallet af deltagere.

## Promotor klasser
Sporten tillader også promotorklasser, som er en klasse hvor en ekstern aktør (typisk et firma) har ansvaret for administrationen af klassen. Igennem en promotoraftale med DASU har promotoren fået lov til at afvikle løb i DASU-regi, under et reglement som promotoren bestemmer. Der har tidligere været indtil flere promotorklasser i Danmark bl.a. "ROK Danmark Cup" og "X30 Challenge", men for nuværende (2025) er kun én promotorklasse aktiv i Danmark: 
| Navn                        | Motor producent        | Promotor           | Underklasser                                                         | Noter |
| --------------------------- | ---------------------- | ------------------ | -------------------------------------------------------------------- | --- |
| Rotax Max Challenge Danmark | BRP-Rotax GmbH & Co KG | Gokart Danmark ApS | Rotax Micro, Rotax Mini, Rotax Junior, Rotax Senior og Rotax Max DD2 | Klasse som bygger på holdbare motorer, lave driftsomkostninger og krav om plombering så alle motorer er ens. |